# چاشت‌خوره
چاشت‌خوره روستایی از توابع بخش قلقل‌رود شهرستان تویسرکان در استان همدان ایران است.

## جمعیت
این روستا در دهستان قلقل‌رود قرار دارد و براساس سرشماری مرکز آمار ایران در سال ۱۳۹۵، جمعیت آن  ۶۸۱ نفر (۲۱۲ خانوار) بوده‌است.